# Jiří Paroubek
Jiří Paroubek (Olomouc, 21 agosto 1952) è un politico ceco, ex Primo ministro della Repubblica Ceca.